# Jati Mudik
Jati Mudik is een bestuurslaag in het regentschap Pariaman van de provincie West-Sumatra, Indonesië. Jati Mudik telt 665 inwoners (volkstelling 2010).